# Biblioteca de Santiago
La Biblioteca de Santiago (BDS), ubicada en el centro de la ciudad homónima, capital de Chile, es una instalación cultural inaugurada el 11 de noviembre de 2005 por el presidente de la República, Ricardo Lagos. Dependiente del Servicio Nacional del Patrimonio Cultural, en su momento la Dirección de Biblioteca, Archivos y Museos (DIBAM). Es la biblioteca pública más grande y moderna del país.
Esta biblioteca sirve a la Región Metropolitana de Santiago, complementando la labor que realizan las bibliotecas comunales y la Biblioteca Nacional, llenando el espacio que quedaba entre estos dos tipos de instituciones. Por otro lado, se concentra la atención de público general en esta instalación, mientras que la Biblioteca Nacional se destina al resguardo de los volúmenes especializados y a la investigación bibliográfica.
Se ubica frente al Parque Portales en el barrio Yungay. El espacio de más de 22 000 metros cuadrados era la antigua sede de la Dirección de Aprovisionamiento del Estado, remodelado en un conjunto de salas de lecturas, un auditorio, sala de conferencias, salas de computación y otras facilidades. El edificio data de los años 1930 y es un monumento histórico.

## Introducción
La Biblioteca de Santiago ha sido un gran proyecto de infraestructura cultural, dependiente del Servicio Nacional del Patrimonio Cultural con el fin de brindar un moderno y eficiente servicio de biblioteca pública a la comunidad de la Región Metropolitana, y como piloto y servicio experimental para el desarrollo de otras bibliotecas regionales del país.
La Biblioteca fue inaugurada el 11 de noviembre de 2005, ofreciendo nuevas modalidades de atención y servicios innovadores: un amplio horario de atención, extendido a los fines de semana; servicios de referencia digital, colecciones audiovisuales, servicios de novedades; salas con colecciones para bebés, infantiles, juveniles, prensa y referencia, general, literatura, para mayores de 18 años y adultos mayores; salas de computación equipadas para capacitar en las nuevas tecnologías de información y comunicación (TIC); acceso integral para discapacitados a todos sus servicios; salas de conferencias, auditorio multifuncional; sala de exposiciones; programas permanentes de fomento de la lectura y extensión.
La Biblioteca de Santiago da respuesta a las exigencias de una Región de más de seis millones de habitantes, que día a día demandan mayor acceso a la lectura y la información. A ella tienen acceso la totalidad de la población de la Región Metropolitana, por la variedad temática de sus salas.

## Historia
El edificio que hoy alberga a la Biblioteca de Santiago fue construido entre 1928 y 1945. Hasta el año 2000 perteneció a la Dirección de Aprovisionamiento del Estado (DAE) y funcionó como bodega. El 2001 fue entregado a la Dirección de Bibliotecas, Archivos y Museos para su remodelación, ese mismo año su fachada fue declarada Monumento Histórico.  El Ministerio de Obras Públicas, que fue la contraparte en la reconstrucción del edificio, realizó un concurso y asignó a la oficina de arquitectos Cox y Ugarte el proyecto de remodelación. La cercanía de este edificio con otros espacios de similar carácter como museos, parques, centros culturales y estudiantiles contribuye a la revitalización del sector poniente de la capital, siendo un renovado polo de desarrollo urbano.

## Salas

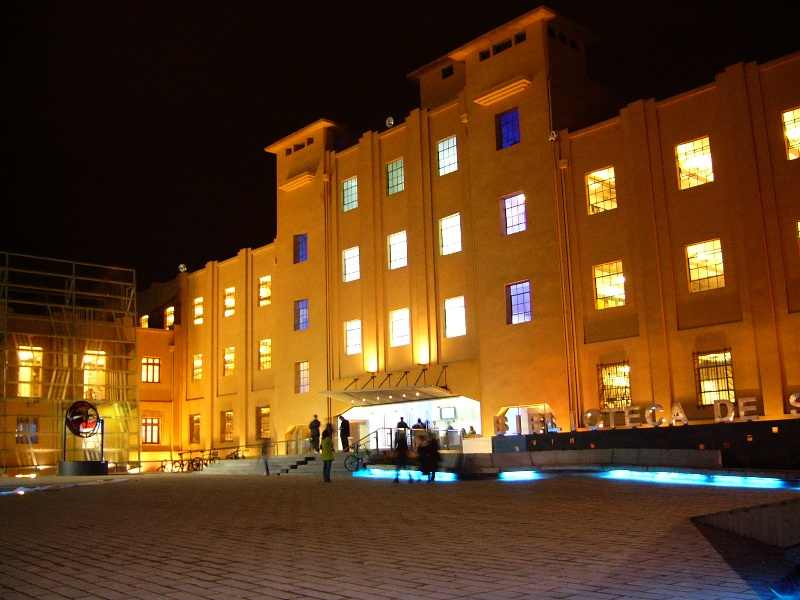
Vista nocturna de la biblioteca.

La Biblioteca de Santiago espera asumir los desafíos de Chile en el siglo XXI y promover un nuevo concepto para las bibliotecas públicas, entendidas como un espacio de participación ciudadana, de acceso democrático y amable a la lectura, que a su vez potencie tanto el desarrollo de manifestaciones culturales como la formación de redes activas.[cita requerida]
Por otra parte, ofrece a sus visitantes 9 salas con estanterías abiertas para consulta de libros, revistas, diarios y comics; computadores con acceso a Internet gratuito; espacio maker; equipamiento para disfrutar de exposiciones, documentales; espacios destinados para estudio, lectura y capacitación tecnológica;  atención a personas en situación de discapacidad; salas multiuso para talleres artísticos; auditorios para conferencias, seminarios y ciclos de cine; espectáculos de danza y teatro al aire libre; terrazas, café, entre muchos otros servicios.[cita requerida]
Su horario de atención es otra de las novedades que busca facilitar el acercamiento del público a los libros. La Biblioteca atiende de martes a viernes de 11:00 a 19:15, sábado y domingo de 11:30 a 17:00.
Sus espacios ofrecen atracciones para diversos segmentos:
- Sala Guaguateca: destinada a bebes, niños y niñas de 0 a 4 años, cuenta con juegos y colecciones específicas para estimular la lectoescritura desde los primeros años.
- Sala Infantil: orientada a pequeños hasta los 10 años, cuenta con juegos y mobiliario diseñado para motivar la imaginación y la entretención a través de la lectura. Dispone de espacios para desarrollar diversas actividades tales como “La hora del cuento” o teatro infantil, guaguateca, además de mudador y baños adecuados para niños.
- Sala Juvenil:  para público de 11 a 17 años, ofrece un espacio informal para la lectura con alternativas para desarrollar talleres literarios, teatro, Internet, juegos de rol, cómics y más.
- Sala de Literatura: Ofrece novelas, cuentos, ensayos, teatro y poesía de destacados autores/as chilenos/as nacionales y extranjeros.
- Sala de Colecciones Generales: Contiene las colecciones en diferentes soportes (libros, CD, DVD) de los más diversos temas: arte, filosofía, religión, informática, ciencias exactas, historia y geografía, entre otros.
- Sala de Novedades: los títulos y revistas más recientes en el mercado, junto con los diarios de la semana, están también disponibles en la Biblioteca de Santiago.
- Sala +60: Sala que cuenta con colecciones, servicios y talleres diseñados especialmente para personas mayores de 60 años.
- Sala Creación: espacio abierto a todas las edades, diseñado para despertar tu creatividad y fomentar el desarrollo personal. Ofrece talleres, actividades variadas y una amplia colección de libros sobre arte, cocina, jardinería, juegos, diseño, música y tecnología digital. Además, posee una ludoteca con más de 70 juegos y acceso gratuito a juegos en línea.
- Sala Comiteca: para los amantes del cómic, la historieta y el manga, existe la colección gratuita más completa de Santiago. Más de 2.000 títulos y 10.000 volúmenes, que incluyen diseño, ilustración, sagas y autores emergentes nacionales e internacionales. Secciones para todos los públicos: infantil, juvenil, general y una especial para adultos.
- Sala Artes Mediales: espacio para explorar el arte digital y medial. Videoarte, performance e instalaciones en un entorno íntimo e interactivo.
- Sala Calma: un refugio diseñado para el bienestar. Nuevo espacio que invita a encontrar tranquilidad, seguridad y autocuidado, recordando que el ocio es una forma esencial de "hacer".

## Otros espacios

### Salas de Capacitación en Tecnologías
La Biblioteca cuenta con tres laboratorios de capacitación y 150 computadores de acceso gratuito a Internet, gracias al aporte de la Fundación Bill and Melinda Gates, a través del Proyecto BiblioRedes. Desde los inicios de la Biblioteca, se han capacitado miles de personas cada año, en el uso de tics: diversos programas de Microsoft Office, manejo de dispositivos tecnológicos: tableta y uso de teléfonos inteligentes para personas mayores, redes sociales, entre otros cursos y talleres. Este servicio está destinado a personas mayores de 18 años.[cita requerida]

### Salas de Estudio
Las Salas de Estudio están ubicadas en el 3.er piso de la Biblioteca, al interior de Sala Literatura y Sala de Colecciones Generales; permitiendo contar con un espacio más tranquilo, donde las y los usuarios pueden estudiar o mantener reuniones de trabajo. [cita requerida]

### Tecnología y servicios para personas con discapacidad
Todas las salas de la biblioteca cuentan con computadores con acceso a Internet y colecciones digitales e infraestructura adecuada para personas en situación de discapacidad; libros hablados, libros XL y en Braille para discapacitados visuales o de baja visión. Cada sala posee pantallas de plasma para informar al visitante sobre actividades que se realizan dentro de la Biblioteca, además de espacios cómodamente destinados a leer.[cita requerida]
En la Biblioteca de Santiago, el visitante puede moverse libremente por las salas, terrazas y cafés para leer de la manera y en el lugar que desee. El material está disponible para préstamo a domicilio para socios.